# Чернобрюхая малая дрофа
Чернобрюхая малая дрофа (лат. Lissotis melanogaster) — вид птиц семейства дрофиные.

## Ареал
Вид распространен в Африке южнее Сахары. Живет в лесистых саваннах, высокорослых лугах, пастбищах. Во многих районах встречается только в сезон дождей.

## Описание
Самец достигает 58—65 см в длину и весит 1 800—2 700 г. Самка легче, весит примерно 1 400 г. У самца верхняя часть тела светло-коричневая с черными пятнышками. Хвост коричневый с четырьмя узкими темными полосками. Голова серовато-белое с бежевым оттенком на щеках. Ноги и клюв желтые. У самки голова и шея светло-бежевого цвета. Нижняя часть тела белая.

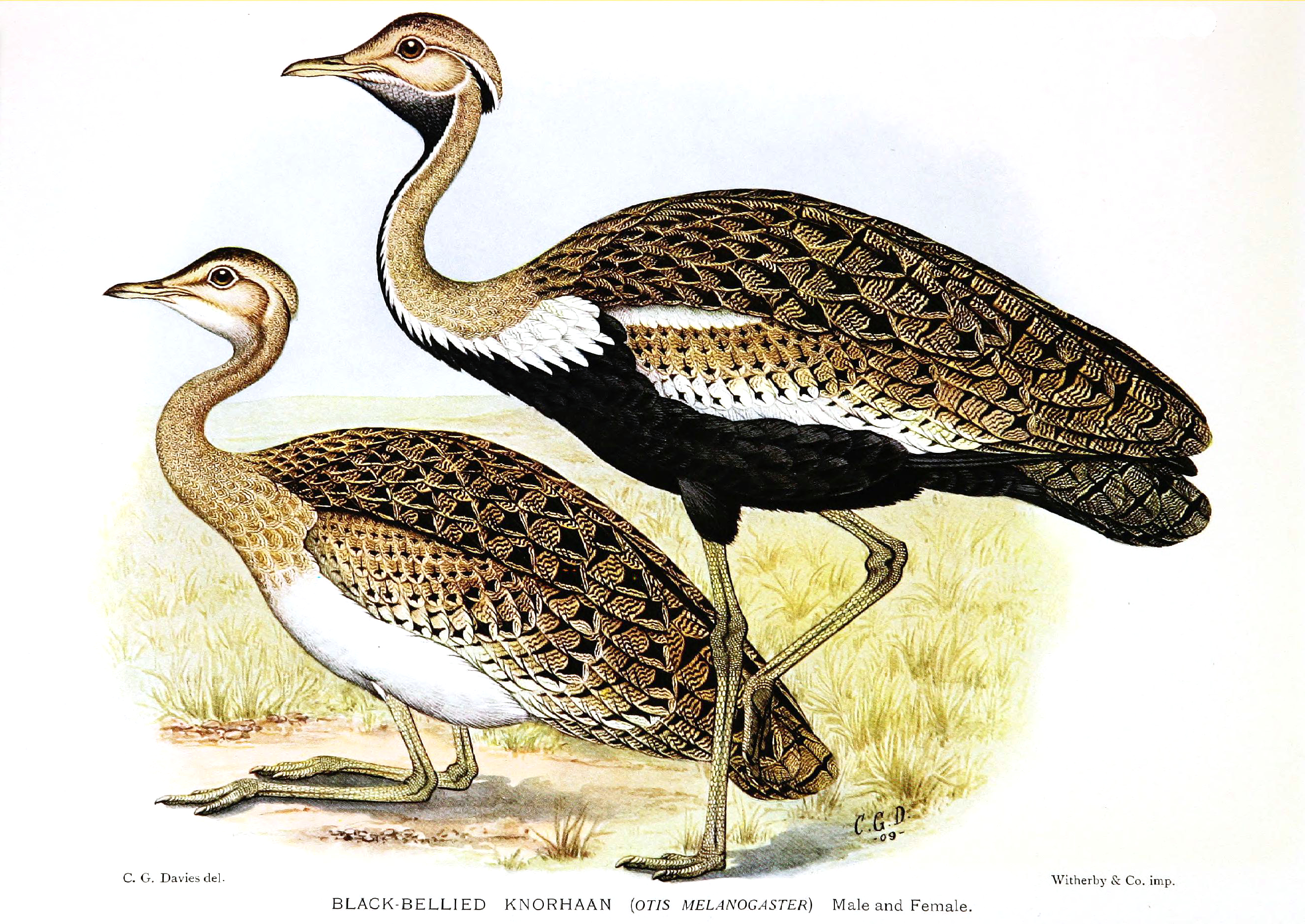
Иллюстрация чернобрюхой малой дрофы. 1912 год

## Размножение
Вид полигамен. Сезон гнездования значительно отличается между регионами: в южном Сахеле — с июня по сентябрь, в Нигерии — с декабря по январь, в Эфиопии — в апреле и сентябре, в Восточной Африке — в разное время года, с февраля по июнь, также в сентябре, в центральной и южной Африке — с октября по март. Гнездо чернобрюхие малые дрофы устраивают на земле: под кустом или кочками травы. В кладке 1—2 яйца. Насиживает и выращивает птенцов только самка.

## Питание
Чернобрюхие малые дрофы — всеядные птицы. они питаются насекомыми (муравьями, жуками, кузнечиками), членистоногими, мелкими позвоночными, семенами, цветами и листьями.

## Галерея

Малая чернобрюхая дрофа
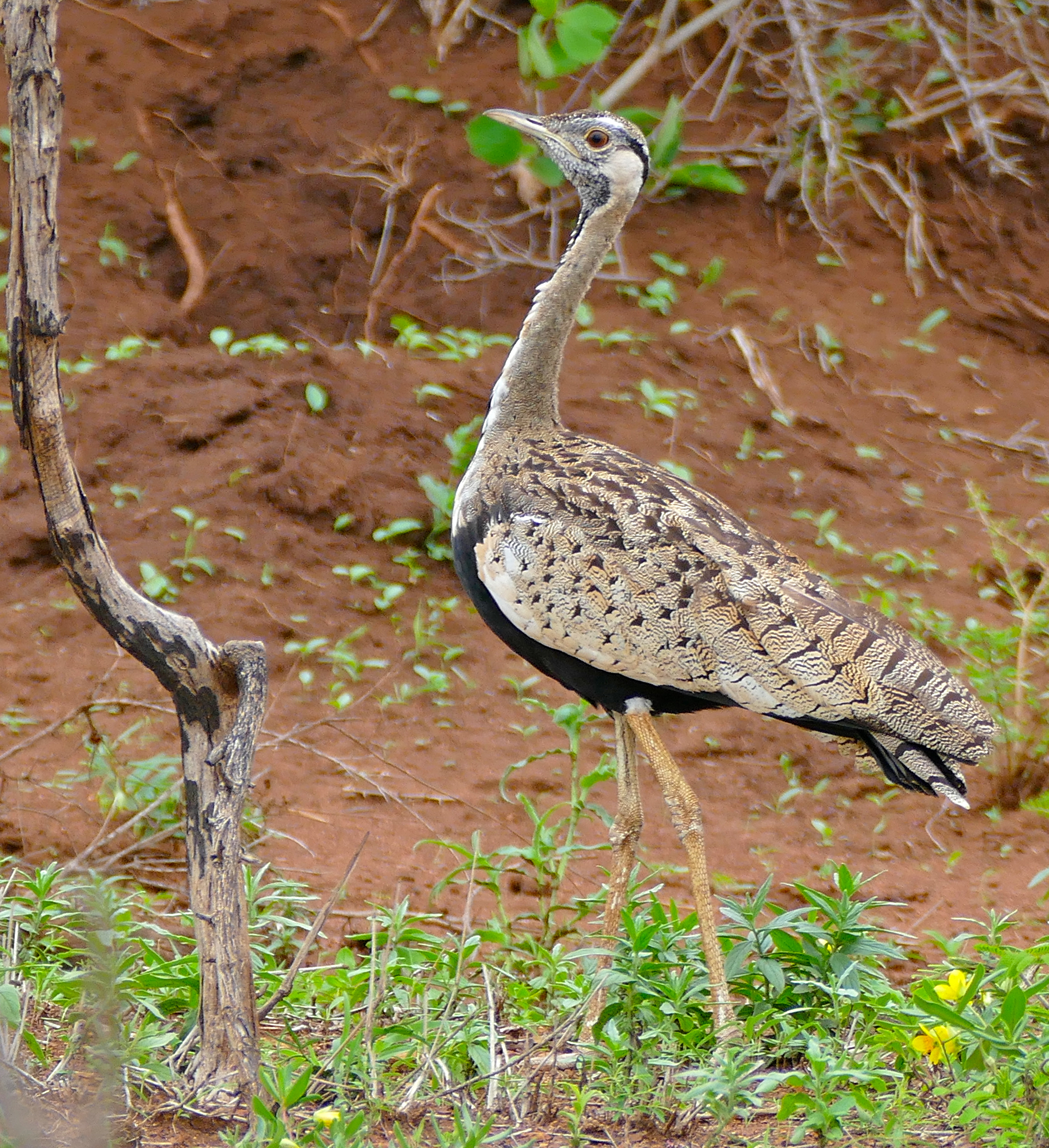
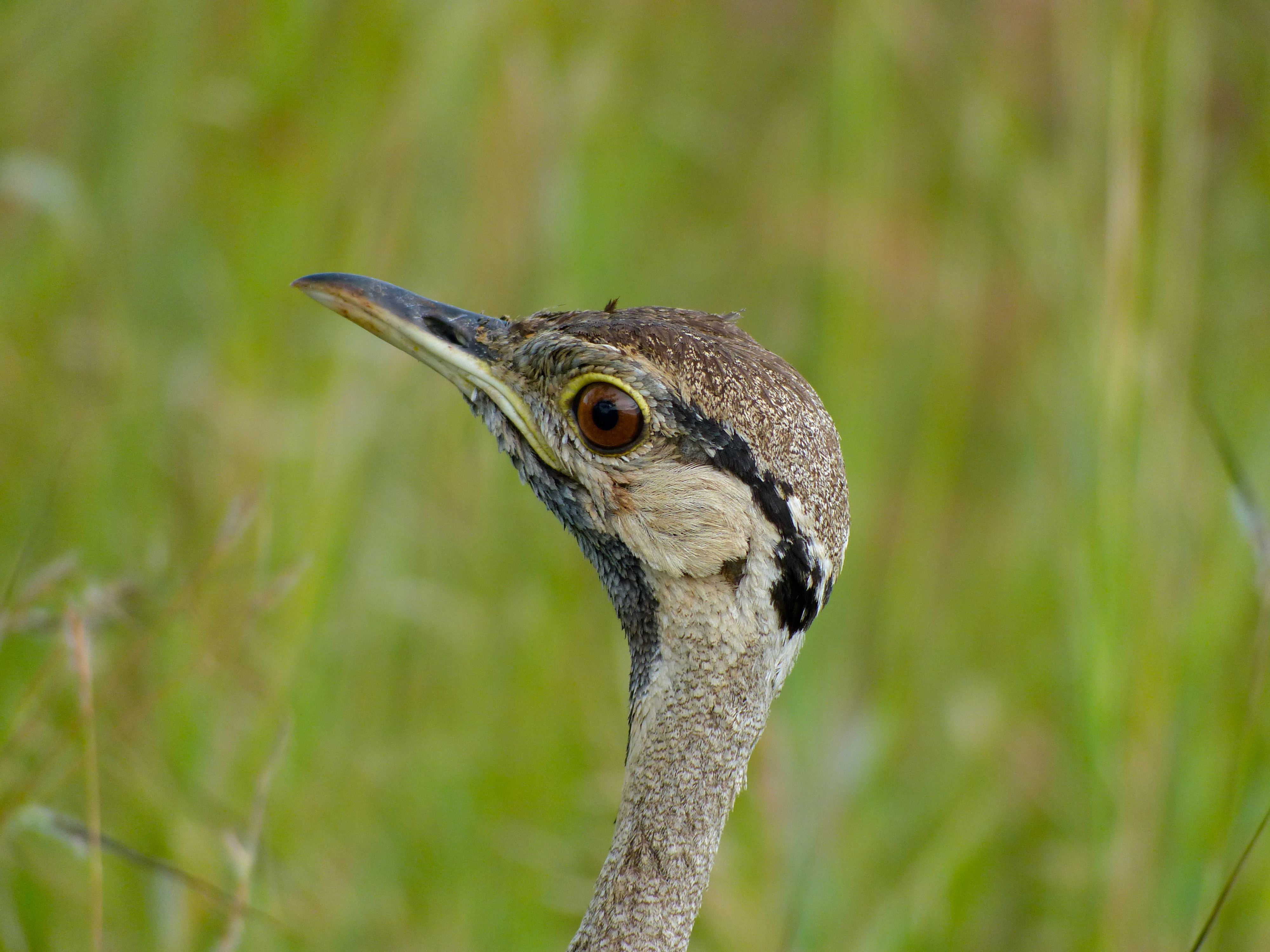
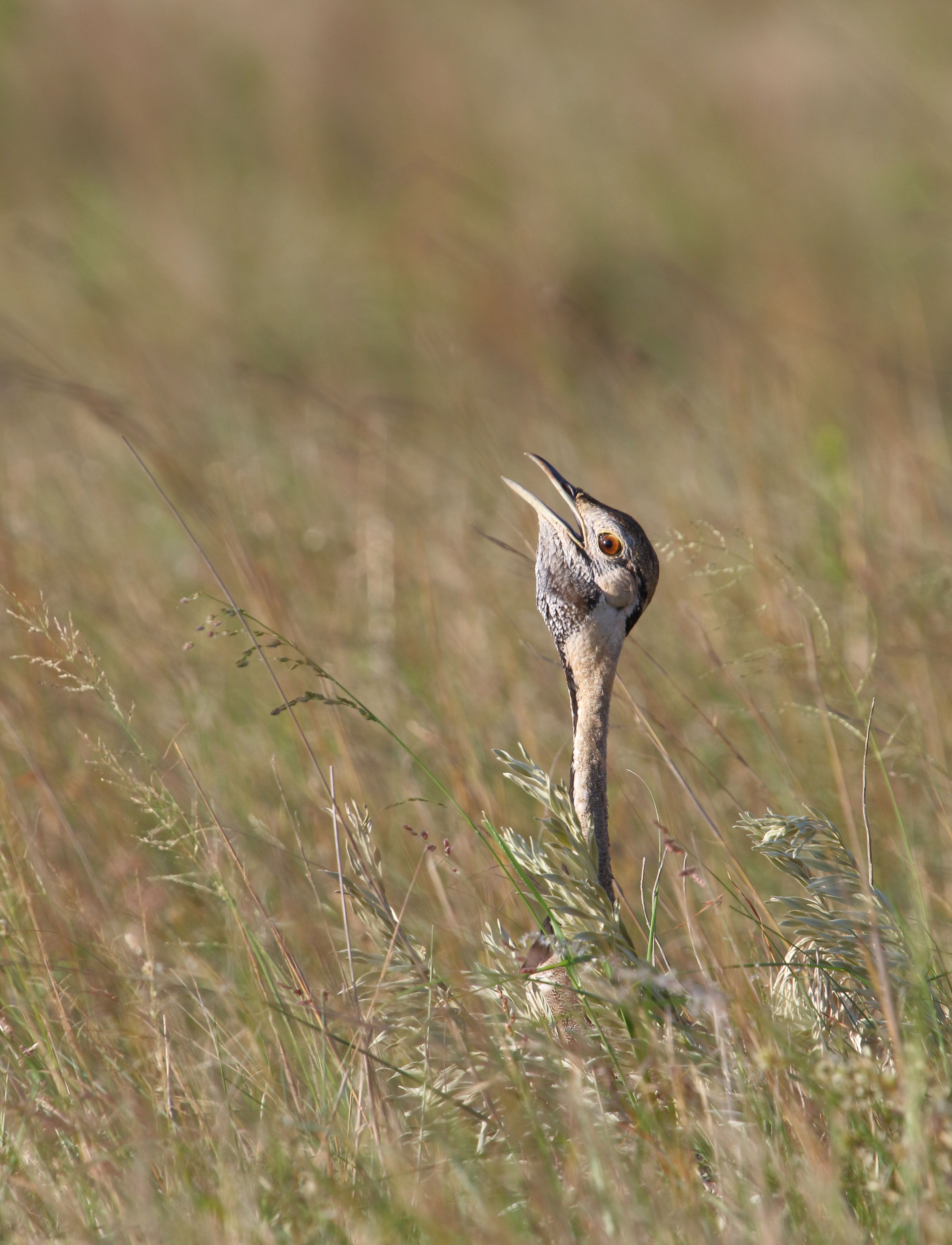
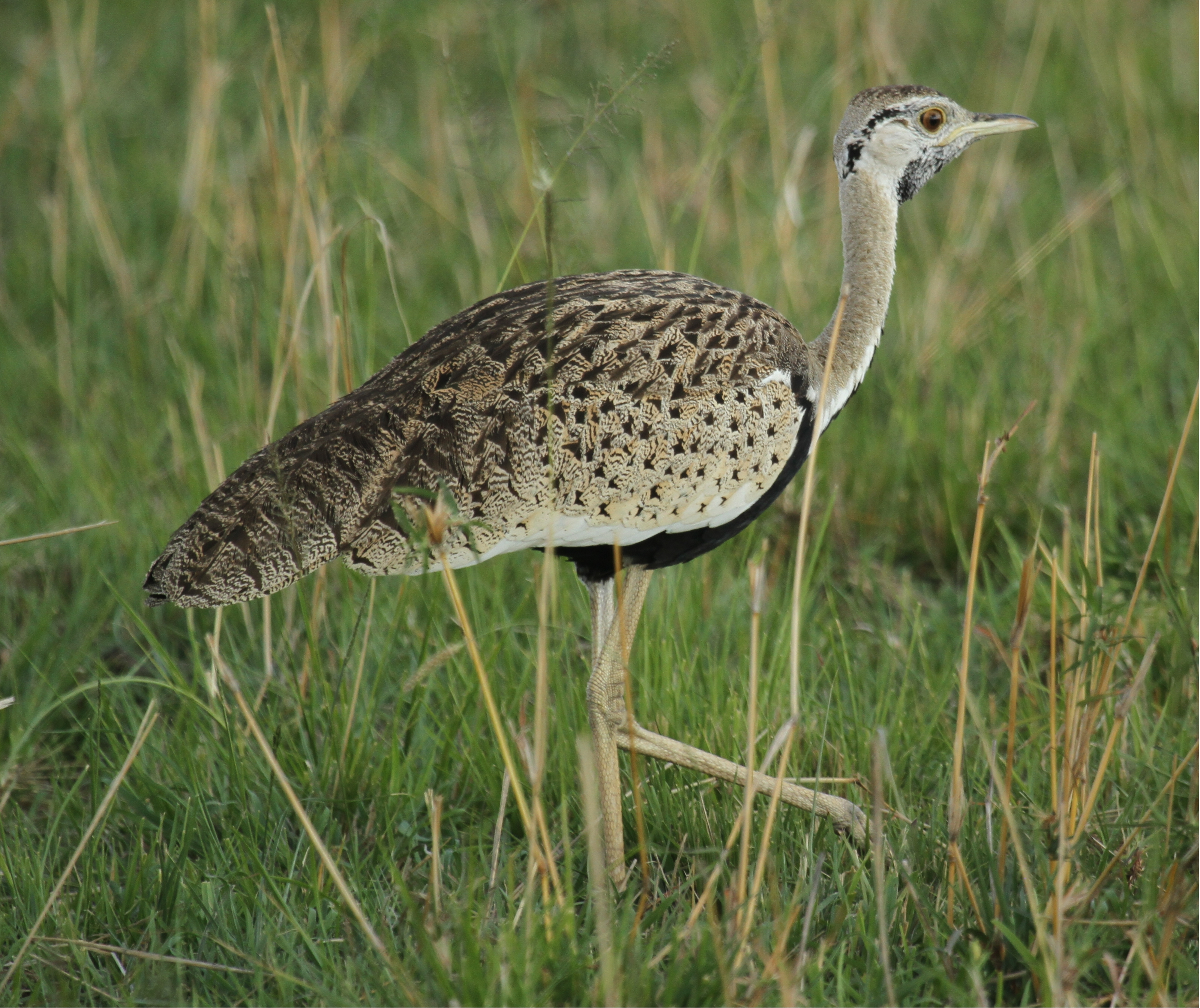
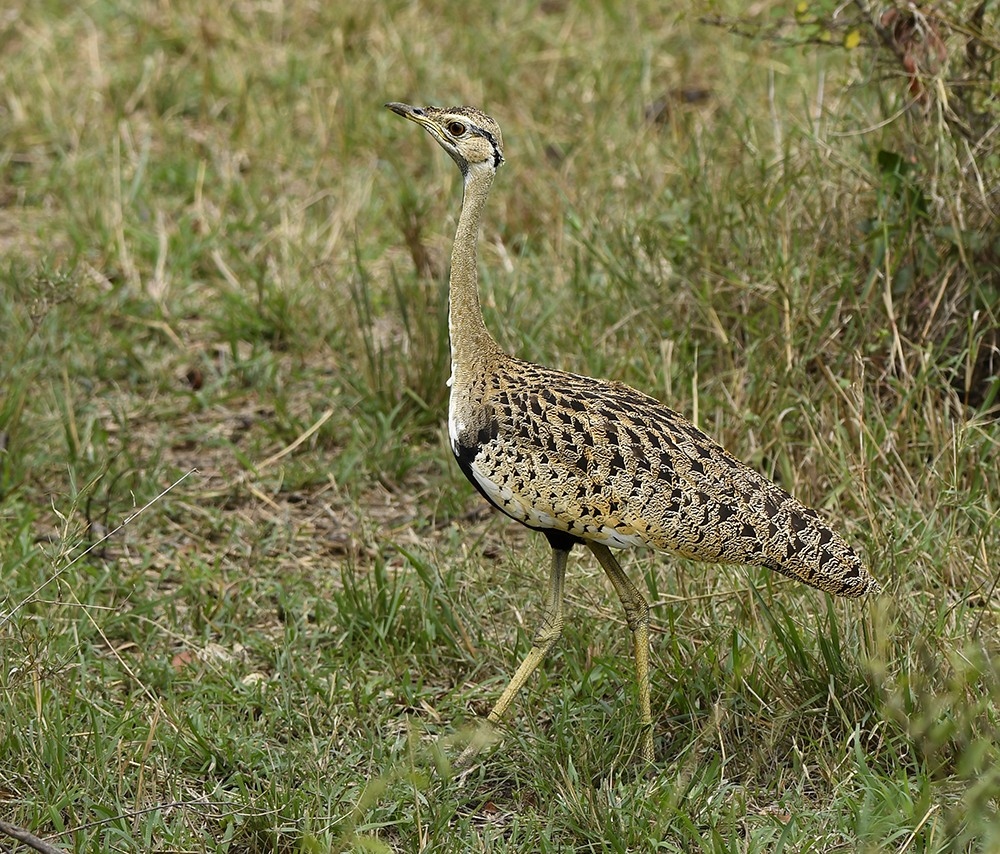